# Bécarde à gorge rose
Pachyramphus aglaiae
Espèce
Statut de conservation UICN

 LC  : Préoccupation mineure
La Bécarde à gorge rose (Pachyramphus aglaiae) est une espèce de passereaux de la famille des Tityridae.

## Liste des sous-espèces
Selon la classification de référence du Congrès ornithologique international (15.1, 2025) :
- Pachyramphus aglaiae albiventris (Lawrence, 1867)
- Pachyramphus aglaiae gravis (van Rossem, 1938)
- Pachyramphus aglaiae yucatanensis (Ridgway, 1906)
- Pachyramphus aglaiae insularis (Ridgway, 1887) — îles Tres Marías
- Pachyramphus aglaiae aglaiae (Lafresnaye, 1839)
- Pachyramphus aglaiae sumichrasti (Nelson, 1897)
- Pachyramphus aglaiae hypophaeus (Ridgway, 1891)
- Pachyramphus aglaiae latirostris Bonaparte, 1854